# Orkantief Friederike
Das Orkantief Friederike, in Frankreich tempête David genannt, zog als schwerer Sturm mit Orkanböen am 18. Januar 2018 von Westen durch Irland, das Vereinigte Königreich, die Niederlande, Belgien und Deutschland bis nach Polen. Zehn Menschen starben, der versicherte Schaden betrug 1,7 Mrd. Euro., wobei mehr als die Hälfte der Schadensumme aus Deutschland kam. Der Sturm war der stärkste in der Mitte Deutschlands seit dem Orkan Kyrill 2007, war aber deutlich kleinräumiger als Kyrill. Nicht nur auf dem Brocken im Harz und vielen anderen Mittelgebirgsgipfeln, auch im Flachland erreichte er an vielen Messstellen Orkanstärke.

## Meteorologischer Überblick
Friederike bildete sich um den 16. Januar 2018 vor New Brunswick und Labrador und zog dann ostwärts über den Nordatlantik. Einen Tag später lag das Zentrum südlich von Island und westlich von Irland.
| Brocken      | 205 km/h |
| Fichtelberg  | 174 km/h |
| Zugspitze    | 158 km/h |
| Feldberg     | 144 km/h |
| Kahler Asten | 142 km/h |

| Gera-Leumnitz       | 138 km/h |
| Frankenberg-Geismar | 133 km/h |
| Erfurt-Weimar       | 130 km/h |
| Leipzig/Halle       | 129 km/h |
| Ahaus               | 127 km/h |

Im Unterschied zu Orkan Kyrill, dessen stärkste Böen mit den Gewittern entlang seiner Kaltfront gemessen wurden, waren die Böen bei Orkan Friederike anders verteilt; sie traten nur in einem etwa 200 km breiten Streifen südwestlich des Tiefs hinter der Kaltfront auf und wurden durch einen Sting-Jet erzeugt. Dabei senkt sich durch dynamische Prozesse der Jet-Stream bis in die unteren Luftschichten ab, wodurch in einem verhältnismäßig kleinen Gebiet starke Böen mit enormen Schäden auftreten können.

## Auswirkungen

### Britische Inseln und Nordfrankreich
| Tibenham  | 83 mph (133,6 km/h) |
| Aberdaron | 78 mph (125,5 km/h) |
| Aberporth | 74 mph (119,1 km/h) |
| Liscombe  | 74 mph (119,1 km/h) |

Zuerst zogen die Ausläufer des Sturms in der Nacht zum 18. Januar über Irland, England und Nordfrankreich hinweg. In Irland und im Vereinigten Königreich waren die Auswirkungen minimal. Auf seiner Rückseite brachte Friederike ausgedehnte Schneefälle nach Schottland und Nordengland. Die höchste Schneehöhen meldeten die Stationen Eskdalemuir (35 cm), Drumalbin (25 cm), Tulloch Bridge (21 cm) und in Spadeadam (20 cm).
In Nordfrankreich waren vor allem die Départements Pas-de-Calais und Nord betroffen; die Spitzenböen erreichten 136 km/h am Cap Gris-Nez, 126 km/h in Lillers, 120 km/h in Lille sowie 113 km/h in Cambrai und Arras, wobei die Werte im Landesinnern verbreitet stärker waren als bei Orkan Kyrill 2007. Von den vorgenannten Werten gilt das für Lille, Lillers und Arras.

### Belgien
An der belgischen Nordseeküste erreichte Friederike Sturmstärke und für einen kurzen Zeitraum die Stärke eines schweren Sturms. Die stärksten Böen wurden gemessen am Flughafen Antwerpen (119 km/h), in Zeebrügge (112 km/h) sowie in Stabroek und Schaffen (je 108 km/h). In einem Wald südöstlich von Brüssel wurde eine Autofahrerin von einem umfallenden Baum erschlagen. Der Betrieb im Hafen von Gent musste am Morgen des 18. Januar wegen der heftigen Winde eingestellt werden. In Meeuwen-Gruitrode wurde durch den Sturm das Dach einer Schule abgedeckt. Alle 57 Schüler konnten in Sicherheit gebracht werden.

### Niederlande

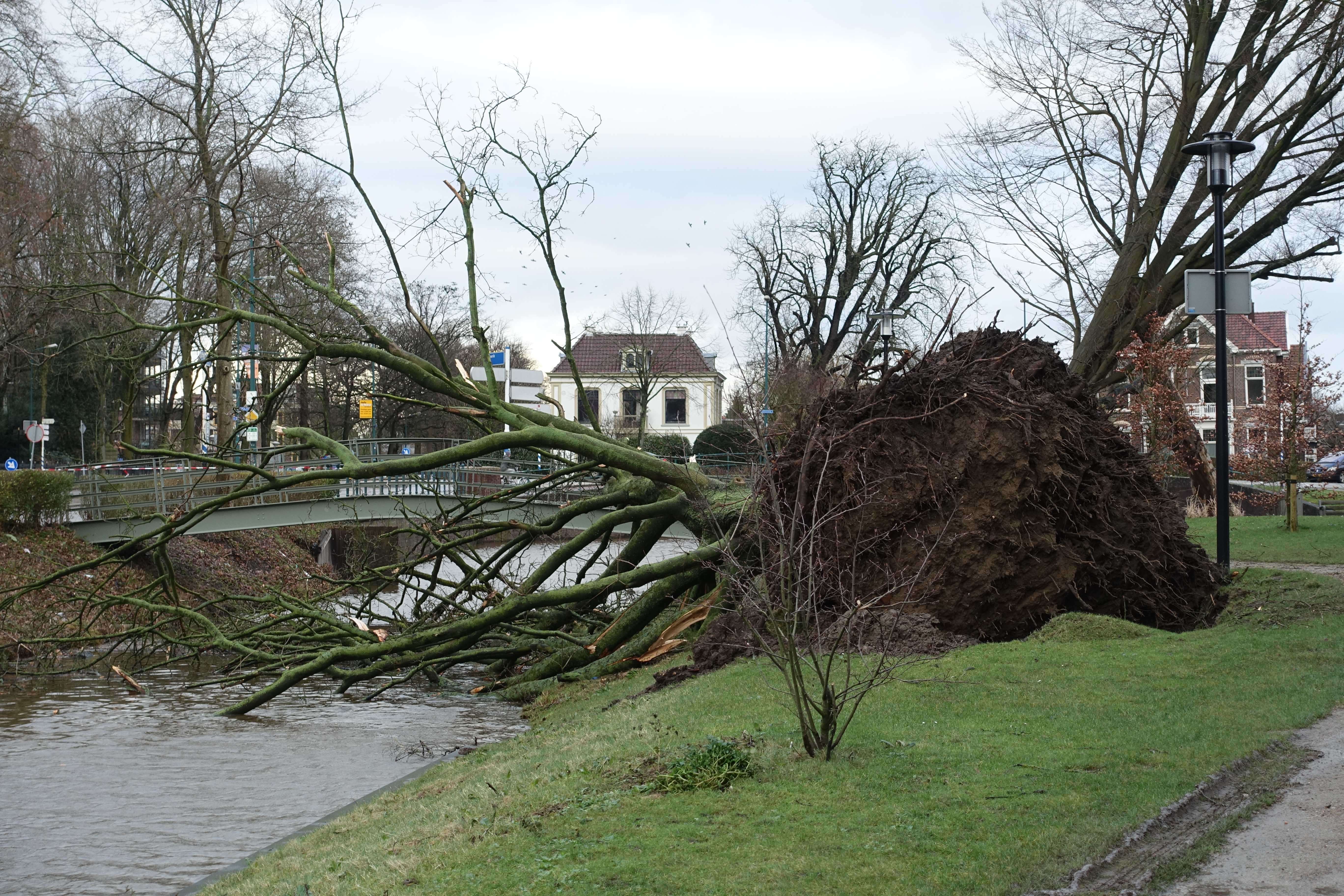
Windwurf in Woerden, Niederlande

Der Sturm erreichte am Morgen mit Windstärke 9 die südliche Westküste der Niederlande und frischte später zu einem schweren Sturm, zeitweise zu einem sehr schweren Sturm auf. Er zog dann ostwärts durch die Niederlande und war dabei in der Mitte des Landes am stärksten. Am Mittag verlor der Wind im Westen des Landes rasch an Kraft, eine Stunde später auch im Osten der Niederlande. Im gesamten Land, ausgenommen dem äußersten Norden, gab es Windböen von über 100 km/h. Die stärkste Bö in den Niederlanden wurde mit 143 km/h in Hoek van Holland gemessen. Eine Bö in Twente mit 124 km/h war die stärkste dort gemessene Windbö seit 1951, und in De Bilt war die mit 122 km/h gemessene Bö die stärkste dortige Bö seit Orkan Daria im Januar 1990.
In den Niederlanden musste die Feuerwehr zu 10.000 Einsätzen ausrücken, und landesweit wurde der Bahnverkehr eingestellt. Der Flughafen Schiphol wurde zeitweilig geschlossen, weswegen über 300 Flüge gestrichen wurden. Zahlreiche Straßen wurden durch umgestürzte Bäume und Lastwagen blockiert. Mehr als 60 Unfälle ereigneten sich durch umkippende Lkw. In Den Haag war der Wind so stark, dass Menschen auf der Straße beim Gehen den Halt verloren und stürzten. Schwere Objekte wie Schiffscontainer wurden vom Wind umgeworfen. Es kam zu zwei sturmbedingten Todesfällen: In Olst wurde ein Mann von einem Ast erschlagen, in Enschede fiel ein Mann in seinem Auto einem umstürzenden Baum zum Opfer.

### Deutschland

#### Opfer und Sachschäden
Bundesweit kamen acht Menschen ums Leben.
Die Folgen des Sturms beim Windwurf von Bäumen waren wegen des durch den Regen aufgeweichten Bodens schlimmer als beim vorhergehenden Sturmtief Burglind Anfang Januar 2018. Nach ersten Schätzungen des Gesamtverbands der Deutschen Versicherungswirtschaft verursachte der Sturm einen Sachschaden von einer halben Milliarde Euro, Ende Januar wurde der geschätzte Schaden auf eine Milliarde Euro erhöht. Die Schäden an Gebäuden beliefen sich danach auf 900 Millionen Euro, die an Fahrzeugen auf 100 Millionen. Bei Kyrill elf Jahre zuvor waren es mehr als zwei Milliarden Euro gewesen. Das Schienennetz der Bahn wurde auf 200 Streckenabschnitten beschädigt.

#### Deutsche Bahn

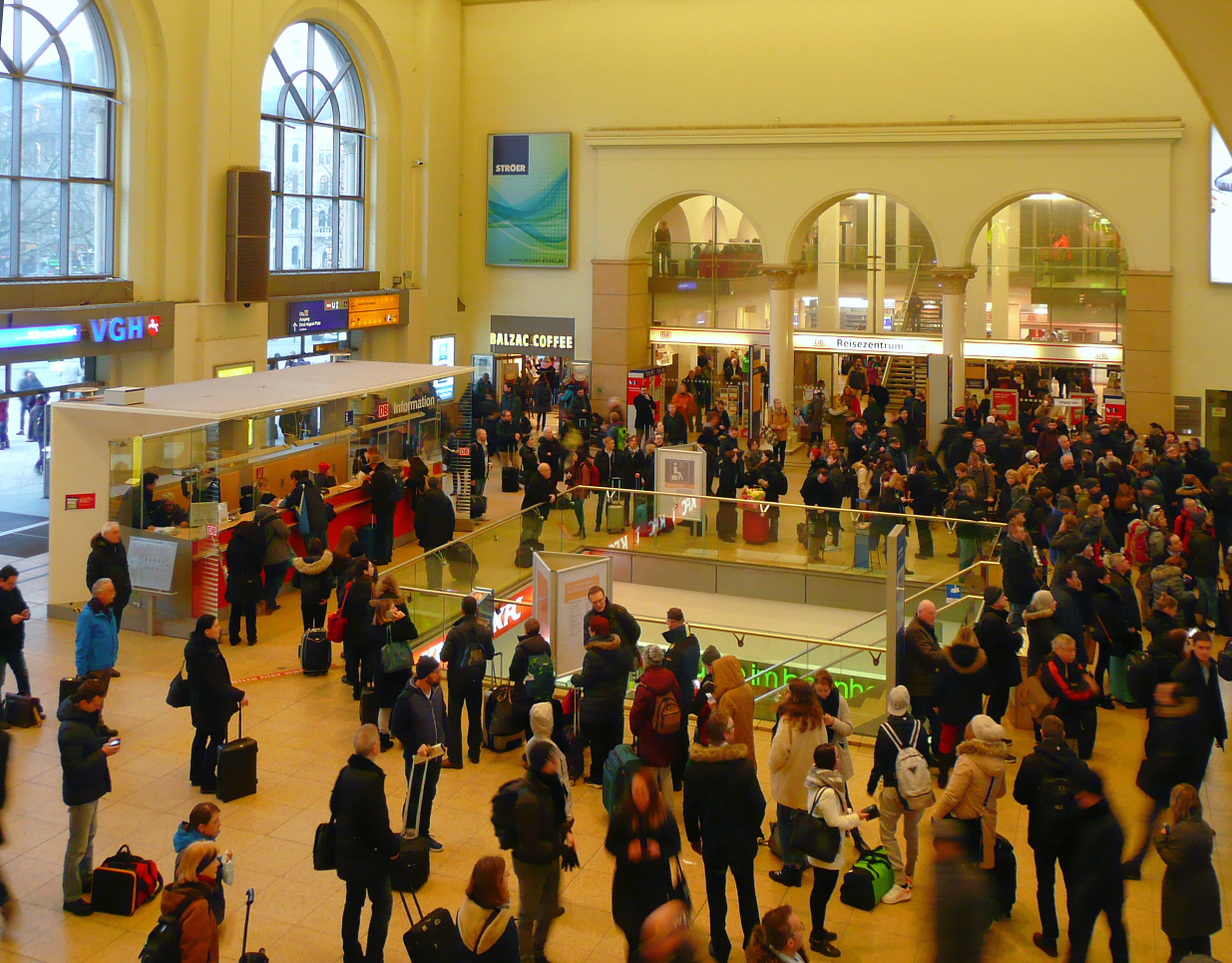
Wartende Reisende im Hauptbahnhof Hannover am 19. Januar

Die Deutsche Bahn stellte wegen der Wetterlage im Lauf des 18. und zum Teil auch am 19. Januar den Fernverkehr bundesweit und den Regionalverkehr in den Bundesländern Niedersachsen, Nordrhein-Westfalen, Sachsen, Sachsen-Anhalt und Thüringen komplett ein. Auch am Folgetag gab es noch einzelne gesperrte Streckenabschnitte. Vor Einschränkungen des Zugverkehrs hatte die Bahn bereits am Tag zuvor gewarnt.

#### Nordrhein-Westfalen
Nordrhein-Westfalen war das erste und am stärksten von Friederike betroffene Bundesland. Die ersten Orkanböen trafen um 10:30 Uhr Münster. In den nächsten Stunden wurden in den meisten Regionen Windböen über 100 km/h gemessen, Spitzenwerte waren im Flachland Wuppertal, Ahaus und der Flughafen Münster/Osnabrück mit 126 km/h. Auf dem Kahlen Asten wurden 143 km/h erreicht.

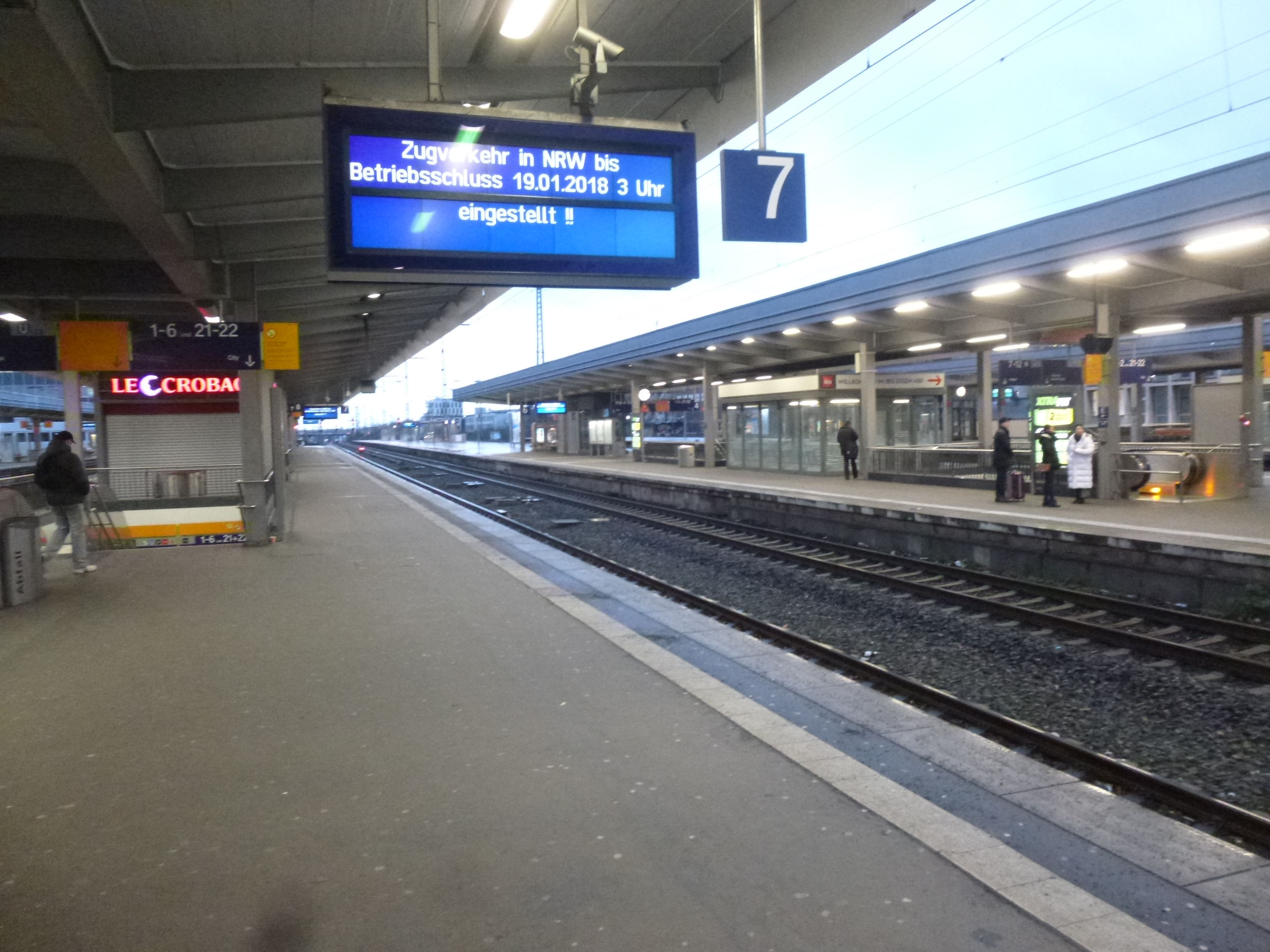
Zugausfall am Hauptbahnhof Essen

In Emmerich am Rhein wurde ein 59-Jähriger von einem Baum erschlagen. In Lippstadt starb ein LKW-Fahrer bei einem Verkehrsunfall, in Sundern ein Feuerwehrmann im Einsatz.
In Nordrhein-Westfalen wurde bereits am Vorabend entschieden, den Unterricht an vielen Schulen ausfallen zu lassen. An Schulen, an denen Unterricht stattfinden sollte, wurde es den Schülern freigestellt, in Absprache mit den Erziehungsberechtigten am Unterricht teilzunehmen. Er wurde allerdings meist vor Eintreten des Hauptsturmfeldes abgebrochen, um einen sicheren Rückweg zu gewährleisten. Für Kritik sorgte jedoch die schlechte Informationspolitik des Schulministeriums und das schlechte Krisenmanagement der Schulen. Eltern berichteten, dass Schulen während der heftigsten Sturmphase den Unterricht beendeten und Schüler auf den Heimweg schickten.

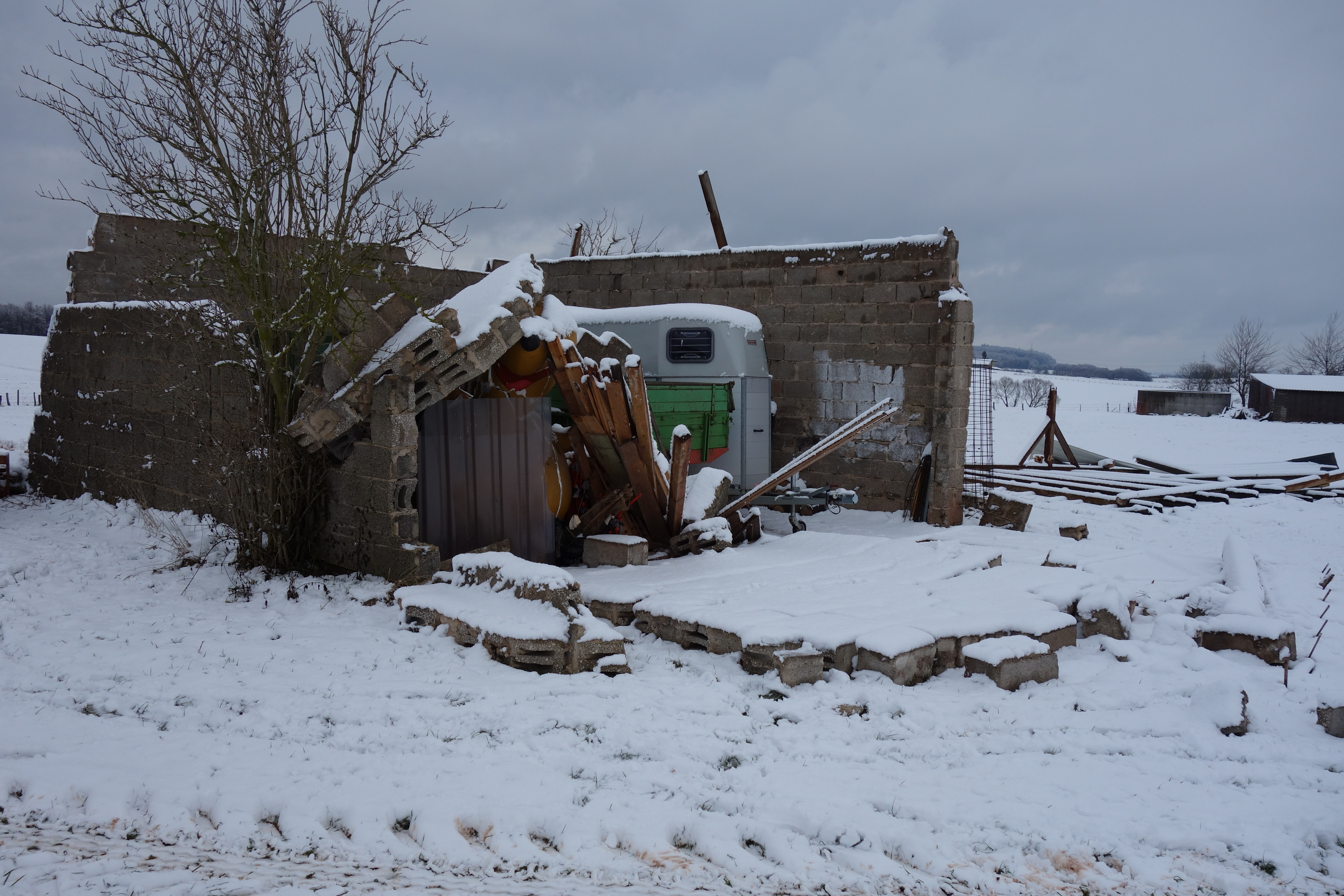
Scheune bei Marsberg-Giershagen, wo der Sturm das Dach fortriss und Teile der Mauern zum Einsturz brachte

In der Stadt Duisburg wurde Sirenenalarm ausgelöst, um die Bevölkerung aufzurufen, sichere geschlossene Räume aufzusuchen. In Düsseldorf stellte die Rheinbahn bis zum Nachmittag um 16 Uhr den Straßenbahn-, Stadtbahn- und Busverkehr ein.
Vom Sturm war auch der Flugverkehr betroffen: Auf dem Flughafen Düsseldorf wurden 37 Flüge abgesagt. Am Flughafen Köln/Bonn wurde eine Stunde lang der Betrieb eingestellt.

#### Norddeutschland
In Norddeutschland brachte das Sturmtief starken Schneefall mit sich. Die dadurch verursachte Straßenglätte hatte viele Verkehrsunfälle zur Folge. Bei Penzlin (Mecklenburg-Vorpommern) verunglückte eine 61-jährige Autofahrerin tödlich. In Braunlage und Clausthal-Zellerfeld fiel am 18. Januar der Schulunterricht aus, abgesagt wurde er witterungsbedingt im Norden auch am 19. Januar in mehreren Landkreisen Niedersachsens und in einer Schule in Nordwestmecklenburg.
Auf dem Brocken erreichte eine Spitzenböe 204 km/h. Zu erheblichen Forstschäden durch Windwurf kam es nach Angaben der Niedersächsischen Landesforsten vor allem in Südniedersachsen, im Solling und im Harz. Laut den Landesforsten hat der Sturm fast ausschließlich Fichten umgeworfen und in ihrem Bereich 950.000 Festmeter Sturmholz verursacht.

#### Ostdeutschland
In Sachsen-Anhalt fielen zwei Menschen ihren schweren Verletzungen durch Sturmtief Friederike zum Opfer: In Klostermansfeld stürzte ein 65-jähriger Mann bei Dacharbeiten acht Meter in die Tiefe, in Hohenmölsen wurde ein 34-jähriger Mann von einem Baum getroffen.
Im thüringischen Bad Salzungen wurde ein 28-jähriger Feuerwehrmann von einem Baum erschlagen, ein 57-jähriger Kollege schwer verletzt. Der Tote wurde mit einem Schützenpanzer der Bundeswehr geborgen. Die Stromversorgung von etwa 140.000 Kunden der Envia Mitteldeutsche Energie war unterbrochen, weil Masten, Leitungen und andere Anlagen beschädigt waren.

### Polen
In Polen erreichten Sturmböen eine Geschwindigkeit von 100 km/h. 50.000 Menschen waren ohne Strom. Die Feuerwehr rückte zu 700 Einsätzen aus. In West- und Zentralpolen brachte der Wind zwei Busse von der Fahrbahn ab, zwei Menschen wurden verletzt.

### Österreich
In Österreich waren nur die Ausläufer des Sturmtiefs Friederike spürbar. Starker Wind auf den Bergen verlagerte sich ins Flachland und erreichte von Westen her kommend auch Wien. Im alpinen Raum waren starke Schneefälle die Folge. Die Westbahnstrecke zwischen Zams in Tirol und Bludenz in Vorarlberg musste wegen Lawinengefahr gesperrt werden.
Die Einstellung des Fernverkehrs in Deutschland hatte auch Auswirkungen auf Österreich. Der Korridorverkehr zwischen Salzburg und Kufstein war zwar nicht betroffen, ebenso die Züge nach München, die Züge in Richtung Nürnberg endeten jedoch bereits in Passau.

### Schweiz
Auch in der Schweiz kam es durch das Sturmtief zu Verkehrsproblemen. Am 18. Januar mussten wegen der starken Winde zahlreiche Bergbahnen und Zugverbindungen ihren Betrieb einstellen. Betroffen waren die Jungfraubahn im Berner Oberland, die Pilatusbahnen im Kanton Luzern und die Verbindungen Visp-Täsch und Aigle-Les Diablerets im Kanton Wallis.

### Versicherte Schäden
Der Gesamtschaden des Sturms in Europa wird von der Munich Re auf 2,2 Mrd. Euro geschätzt. Der versicherte Sachschaden aus den Ländern Belgien, Deutschland, Großbritannien und Niederlande beträgt 1,7 Mrd. Euro. Die Schadensschätzung des Gesamtverbandes der deutschen Versicherungswirtschaft (GDV) stieg von anfänglich 500 Mio. Euro auf aktuell 1.030 Mio. Euro in Sach für Deutschland plus 100 Mio. Euro an Kfz-Schäden. Die Versicherungsmathematiker von Meyerthole Siems Kohlruss (MSK) und der Versicherungsmakler Aon Benfield hatten schon früh Schäden von 800 Mio. Euro bzw. 1 Mrd. Euro gemeldet.